# San Gregorio, Chile
San Gregorio este un târg și comună din provincia Magallanes, regiunea Magallanes, Chile, cu o populație de 384 locuitori (2012) și o suprafață de 6883,7 km2.